# Euceroplatus rivalis
Euceroplatus rivalis är en tvåvingeart som beskrevs av Loïc Matile 1990. Euceroplatus rivalis ingår i släktet Euceroplatus och familjen platthornsmyggor. Inga underarter finns listade i Catalogue of Life.